# Mémorial des maquis de l'Ain et de la Résistance
Cet article court présente un sujet plus développé dans : Monument des Maquis de l'Ain et Cimetière du mémorial des maquis de l'Ain et de la Résistance.

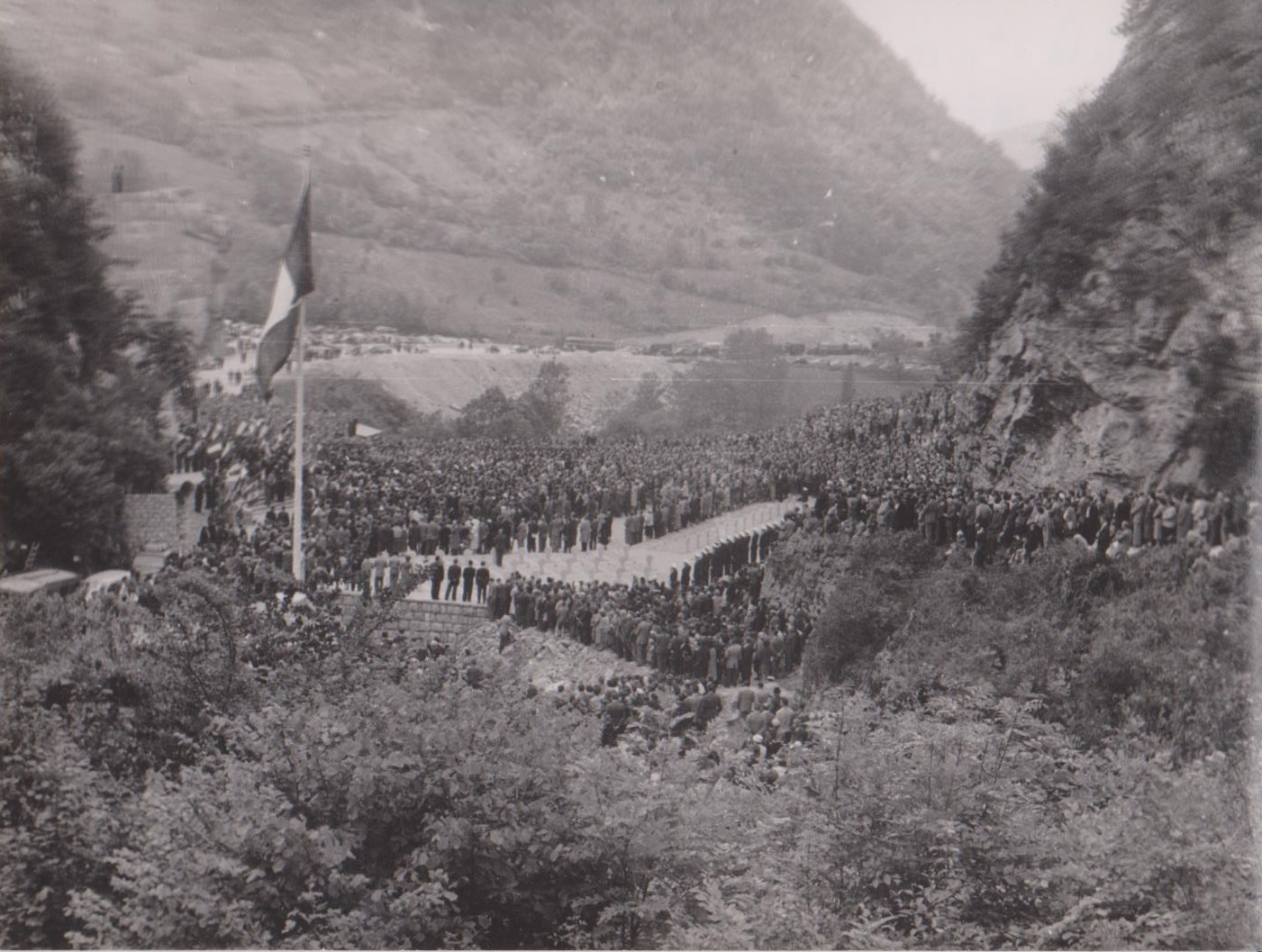
Pose de la première pierre du Mémorial des maquis et de la Résistance de l'Ain et du Haut-Jura par Charles de Gaulle à Cerdon (Ain).

Le Mémorial des maquis de l'Ain et de la Résistance ou Mémorial du Val d'enfer, est un mémorial réunissant un monument commémoratif et un cimetière, situé sur le territoire de la commune de Cerdon, dans l'Ain, en France.
Le 26 juin 1949, Charles de Gaulle pose la première pierre du mémorial. Des centaines de personnes viennent assister à l'événement. 